# Finale de la Série des Champions ISU 1996-1997
Navigation
Édition précédente Édition suivante
La finale du Grand Prix ISU est la dernière épreuve qui conclut chaque année le Grand Prix international de patinage artistique organisé par l'International Skating Union. Elle accueille des patineurs amateurs de niveau senior dans quatre catégories: simple messieurs, simple dames, couple artistique et danse sur glace.
Pour la saison 1996/1997, la finale est organisée du 28 février au 2 mars 1997 au Copps Coliseum de Hamilton au Canada. Il s'agit de la 2e finale depuis la création du Grand Prix ISU en 1995.
La finale du Grand Prix ISU s'est appelée Finale de la Série des Champions ISU pour ses trois premières éditions.

## Qualifications
Seuls les patineurs qui atteignent l'âge de 14 ans au 1er juillet 1996 peuvent participer aux épreuves du Grand Prix ISU 1996/1997. Les épreuves de qualifications sont successivement :
- le Skate America du 31 octobre au 3 novembre 1996 à Springfield
- le Skate Canada du 7 au 10 novembre 1996 à Kitchener
- le Trophée de France du 14 au 17 novembre 1996 à Paris
- la Coupe d’Allemagne du 21 au 23 novembre 1996 à Gelsenkirchen
- le Trophée NHK du 5 au 8 décembre 1996 à Kadoma
- la Coupe de Russie du 12 au 15 décembre 1996 à Saint-Pétersbourg

Les patineurs participent à un, deux ou trois grands-prix (mais seuls les points obtenus à un ou deux grands-prix choisis préalablement comptent pour aller en finale). Les six patineurs des catégories individuelles masculines et féminines, les quatre couples artistiques et les quatre couples de danse sur glace qui ont obtenu le plus de points sont qualifiés pour la finale et les trois patineurs suivants sont remplaçants.
|             | Messieurs              | Dames                      | Couples                              | Danse sur glace                                                                                                |
| ----------- | ---------------------- | -------------------------- | ------------------------------------ | --- |
| 1           | Todd Eldredge          | Michelle Kwan              | Mandy Wötzel / Ingo Steuer           | Anzhelika Krylova / Oleg Ovsiannikov                                                                           |
| 2           | Elvis Stojko           | Irina Sloutskaïa           | Oksana Kazakova / Artur Dmitriev     | Marina Anissina / Gwendal Peizerat                                                                             |
| 3           | Aleksey Urmanov        | Maria Butyrskaya           | Jenni Meno / Todd Sand               | Shae-Lynn Bourne / Victor Kraatz                                                                               |
| 4           | Ilia Kulik             | Tonia Kwiatkowski          | Marina Eltsova / Andrei Bushkov      | Irina Lobatcheva / Ilia Averboukh Irina Romanova / Igor Yaroshenko Sophie Moniotte / Pascal Lavanchy (Forfait) |
| 5           | Dmytro Dmytrenko       | Tara Lipinski              |                                      | |
| 6           | Aleksey Yagudin        | Julia Lautowa (Forfait)    |                                      | |
| Remplaçants |                        |                            |                                      | |
| 1er         | Vyacheslav Zahorodnyuk | Olga Markova (Remplaçante) | Shelby Lyons / Brian Wells           | Elizabeth Punsalan / Jerod Swallow                                                                             |
| 2e          | Michael Weiss          | Julia Vorobieva            | Kyoko Ina / Jason Dungjen            | |
| 3e          | Scott Davis            | Vanessa Gusmeroli          | Elena Berejnaïa / Anton Sikharulidze | |

## Résultats

### Messieurs
| Rang | Nom              | Pays       | Points | Prog. court | Prog. libre |
| ---- | ---------------- | ---------- | ------ | ----------- | ----------- |
| 1    | Elvis Stojko     | Canada     | 1.5    | 1           | 1           |
| 2    | Todd Eldredge    | États-Unis | 3.5    | 3           | 2           |
| 3    | Aleksey Urmanov  | Russie     | 4.0    | 2           | 3           |
| 4    | Ilia Kulik       | Russie     | 6.0    | 4           | 4           |
| 5    | Aleksey Yagudin  | Russie     | 8.0    | 6           | 5           |
| 6    | Dmytro Dmytrenko | Ukraine    | 8.5    | 5           | 6           |

### Dames
| Rang | Nom               | Pays       | Points | Prog. court | Prog. libre |
| ---- | ----------------- | ---------- | ------ | ----------- | ----------- |
| 1    | Tara Lipinski     | États-Unis | 1.5    | 1           | 1           |
| 2    | Michelle Kwan     | États-Unis | 3.5    | 3           | 2           |
| 3    | Irina Sloutskaïa  | Russie     | 5.0    | 4           | 3           |
| 4    | Maria Butyrskaya  | Russie     | 5.0    | 2           | 4           |
| 5    | Olga Markova      | Russie     | 7.5    | 5           | 5           |
| 6    | Tonia Kwiatkowski | États-Unis | 9.0    | 6           | 6           |

### Couples
| Rang    | Nom                              | Pays       | Points | Prog. court | Prog. libre |
| ------- | -------------------------------- | ---------- | ------ | ----------- | ----------- |
| 1       | Mandy Wötzel / Ingo Steuer       | Allemagne  | 1.5    | 1           | 1           |
| 2       | Oksana Kazakova / Artur Dmitriev | Russie     | 3.0    | 2           | 2           |
| 3       | Marina Eltsova / Andrei Bushkov  | Russie     | 4.5    | 3           | 3           |
| Abandon | Jenni Meno / Todd Sand           | États-Unis |        | 4           |             |

### Danse sur glace
| Rang | Nom                                  | Pays    | Points | Danse imposée | Danse originale | Danse libre |
| ---- | ------------------------------------ | ------- | ------ | ------------- | --------------- | ----------- |
| 1    | Shae-Lynn Bourne / Victor Kraatz     | Canada  | 2.6    | 1             | 2               | 1           |
| 2    | Anzhelika Krylova / Oleg Ovsiannikov | Russie  | 3.4    | 2             | 1               | 2           |
| 3    | Marina Anissina / Gwendal Peizerat   | France  | 6.0    | 3             | 3               | 3           |
| 4    | Irina Romanova / Igor Yaroshenko     | Ukraine | 9.0    | 5             | 5               | 4           |
| 5    | Irina Lobatcheva / Ilia Averboukh    | Russie  | 9.0    | 4             | 4               | 5           |